# Écoles japonaises complémentaires

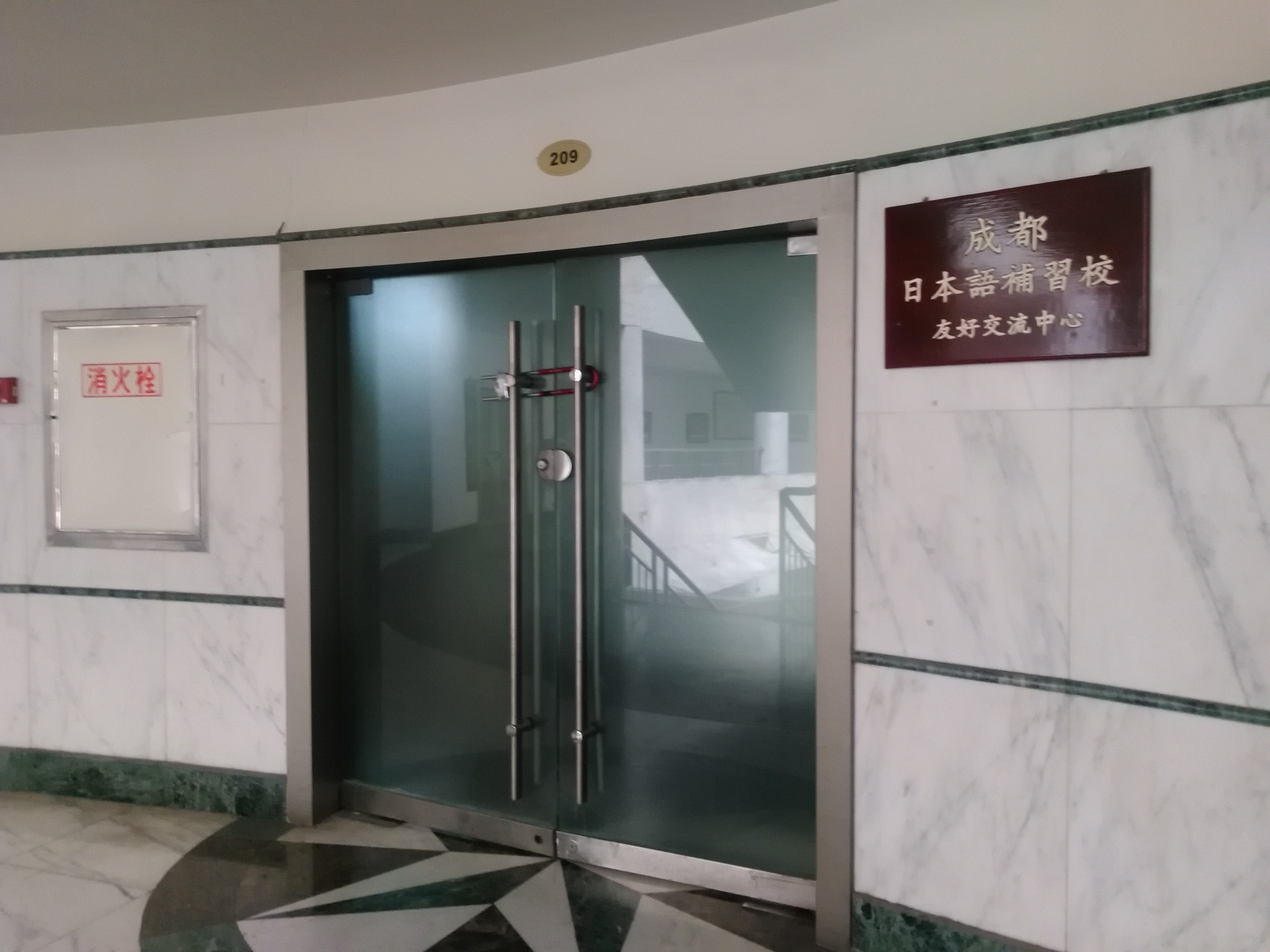
Le Chengdu Hoshuko, une école japonaise complémentaire, dans l'Hiroshima-Sichuan Sino-Japanese Friendship Convention Center (japonais: 広島・四川中日友好会館, chinois simplifié: 广岛・四川中日友好会馆) à District de Wuhou, Chengdu

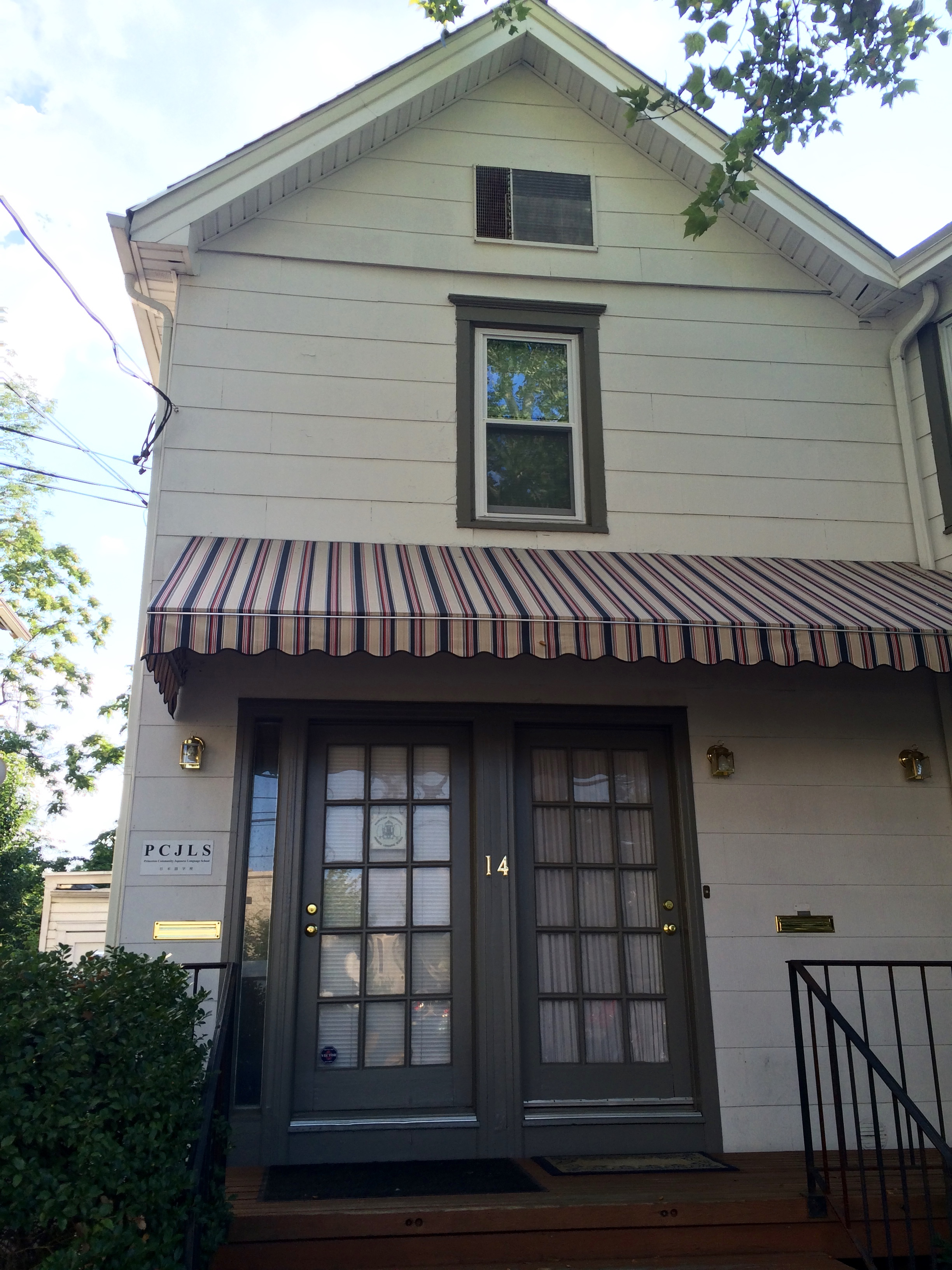
Les bureaux du ' à Princeton (New Jersey)

Les Écoles japonaises complémentaires (補習授業校 Hoshū jugyō kō ou 補習校 hoshūkō) sont des établissements d'enseignement homologués par le Ministère de l'Éducation, de la Culture, des Sports, des Sciences et de la Technologie. Ils ont pour vocation de diffuser les enseignements du programme officiel japonais dans des pays autres que le Japon.

## Liste des écoles
Écoles bénéficiant de professeurs envoyés par le gouvernement japonais :
- Europe[2]
  - Belgique
    - Japanese Supplementary School of Brussels

  - Suisse
    - École Japonaise Complémentaire de Genève (en)

Écoles ne bénéficiant pas de professeurs envoyés par le gouvernement japonais :
- Afrique[3]
  - École Japonaise d'Abidjan (アビジャン補習授業校 Abijan Hoshū Jugyō Kō) - Côte d'Ivoire[4]
  - Cours Supplémentaires de La Langue Japonaise Rabat (ラバト補習授業校 Rabato Hoshū Jugyō Kō) - Maroc
  - Cours de Langue Japonaise de Tunis (チュニス補習授業校 Chunisu Hoshū Jugyō Kō) - Tunisie
- Amérique du Nord[5]
  - Canada
    - École Hoshuko Montréal
- Europe[2]
  - France
    - École Complémentaire Japonaise d'Alsace à Strasbourg (アルザス補習授業校 Aruzasu Hoshū Jugyō Kō : 幼稚部・小中学部・課外活動)[6],[7]
    - École Complémentaire Japonaise de Bordeaux (ボルドー日本語補習授業校 Borudō Nihongo Hoshū Jugyō Kō)[8]
    - École Complémentaire Pour L'Enseignement du Japonais à Colmar (コルマール補習授業校 Korumāru Hoshū Jugyō Kō)
    - École Complémentaire de Grenoble (グルノーブル補習授業校 Gurunōburu Hoshū Jugyō Kō) - Meylan[9]
    - École Japonaise du Nord-Pas-de-Calais (ノール＝パ・ド・カレー日本人学校 Nōru Pa do Karē Nihonjin Gakkō)[10] - Villeneuve-d'Ascq[11]
    - Association Pour le Développement de la Langue et de la Culture Japonaises (ADLCJ; リヨン補習授業校 Riyon Hoshū Jugyō Kō) Villeurbanne, Métropole de Lyon) - Créée en 1987[12]
    - École Complémentaire Japonaise de Marseille (マルセイユ日本語補習授業校 Maruseiyu Nihongo Hoshū Jugyō Kō)[13]
    - École de Langue Japonaise de Paris (パリ日本語補習校 Pari Nihongo Hoshūkō)[14]
    - Association Éveil Japon (エベイユ学園 Ebeiyu Gakuen) - Boulogne-Billancourt, unité urbaine de Paris[15]
    - École Complémentaire Japonaise de Rennes (レンヌ補習授業校 Rennu Hoshū Jugyō Kō)
    - École Complémentaire Japonaise de Toulouse (トゥールーズ補習授業校 Tūrūzu Hoshū Jugyō Kō)[16]
    - École Complémentaire Japonaise en Touraine (トゥレーヌ補習授業校 Tūrēnu Hoshū Jugyō Kō)
    - École Complémentaire Japonaise de la Côte d'Azur (コートダジュール補習授業校 Kōtodajūru Hoshū Jugyō Kō) -  Valbonne[17]
    - MEXT aussi comprend des sections japonaises dans des écoles internationales : lycée international de Saint-Germain-en-Laye à Saint-Germain-en-Laye[18] et la section japonaise (リヨン・ジェルラン補習授業校 Riyon Jeruran Hoshū Jugyō Kō "École japonaise complémentaire Lyon Gerland") de la Cité Scolaire Internationale de Lyon à Lyon.

  - Luxembourg
    - The Japanese Supplementary School in Luxembourg (ルクセンブルグ補習授業校 Rukusenburugu Hoshū Jugyō Kō)
- Océanie[19]
  - Nouvelle-Calédonie
    - École Japonaise de Nouvelle-Calédonie (ニューカレドニア補習授業校 Nyū Karedonia Hoshū Jugyō Kō) à Nouméa

Anciens écoles
- Dakar, Sénégal[20]